# Philip Hoffmann (Politiker)
Philip Maria Albert Hoffmann (* 21. November 1988 in Merzig) ist ein deutscher Volkswirt, Winzer und Politiker (CDU). Er ist seit März 2025 Mitglied des Deutschen Bundestages. Zudem ist er seit 2015 Ehrenbürger der belgischen Stadt Brügge und seit 2022 Präsident des Saarländischen Winzerverbandes. Er spricht fließend Französisch und Englisch.

## Leben
Hoffmann wuchs auf einem landwirtschaftlichen Betrieb in Biringen im Landkreis Saarlouis auf. Nach der Schule absolvierte er eine Ausbildung zum Bankkaufmann bei der Sparkasse Merzig-Wadern. Anschließend studierte er Volkswirtschaftslehre und Betriebswirtschaftslehre an der Universität Luxemburg, der Université de Lorraine, der New York University, der Universität des Saarlandes und dem College of Europe in Brügge. Er schloss sein Studium mit einem Master in European Economic Studies, einem M.Sc. in Banking and Finance, einer Maîtrise in International Business sowie einem Bachelor in Betriebswirtschaftslehre ab. Er war zudem Stipendiat des Bundesministeriums für Bildung und Forschung sowie der Luxembourg School of Finance Foundation.
Während seines Studiums sammelte Hoffmann berufliche Erfahrungen im Finanzsektor bei der SaarLB im Bereich Portfoliomanagement Financial Markets, in der Politik – unter anderem im Europäischen Parlament sowie im Büro von Peter Altmaier – auf dem elterlichen Bauernhof und als Substratmanager zweier Biogasanlagen.
Nach seinem Studium arbeitete Hoffmann bei der Union Investment Gruppe in Luxemburg, wo er als Key Account Manager der Fondsplattform für die Betreuung internationaler Fondsgesellschaften tätig war und Fonds mit einem Gesamtvolumen im zweistelligen Milliardenbereich verantwortete. 
Als Wirtschaftsexperte beriet er die Landesregierung des Saarlandes bei der Erstellung der Strategie Saarland 2030.
Hoffmann lebt in Merzig, ist verheiratet und hat zwei Kinder.

## Weinbau
Im Jahr 2015 initiierte Hoffmann die Gründung des Weinateliers Pierre Marie auf dem Bauernhof seiner Eltern und gründete damit das erste Weingut im Landkreis Saarlouis. Das Bioweingut ist auf neue, pilzwiderstandsfähige Rebsorten spezialisiert. Seit 2022 ist er Präsident des Saarländischen Winzerverbandes, Mitglied im Vorstand des Deutschen Weinbauverbandes sowie stellvertretendes Mitglied im Vorstand der Schutzgemeinschaft Mosel.

## Politische Laufbahn
Hoffmann trat 2007 der CDU bei und engagierte sich in der Jungen Union (JU). Von 2016 bis 2022 war er Mitglied des Bundesvorstands der JU Deutschland und leitete dort die Bundeskommission für Wirtschaft, Finanzen und Energie. Zudem war er stellvertretender Landesvorsitzender der JU Saar sowie Kreisvorsitzender der JU Merzig-Wadern.
Seit 2017 ist Hoffmann Mitglied des Landesvorstands der CDU Saar, seit 2022 stellvertretender Kreisvorsitzender des CDU-Kreisverbands Merzig-Wadern. Zudem gehört er dem Merziger Stadtrat an.
Bei der Bundestagswahl 2025 trat Hoffmann als Direktkandidat im Wahlkreis Saarlouis an und zog als Nachfolger von Peter Altmaier in den Deutschen Bundestag ein.

## Bundestag
Hoffmann wurde als Direktkandidat im Wahlkreis 297 (Saarlouis) in den Bundestag gewählt. Der Wahlkreis wurde zuvor von Heiko Maas und in früheren Wahlperioden von Peter Altmaier vertreten, die beide als Bundesminister Mitglieder der Bundesregierung waren. Im Bundestag ist Hoffmann Mitglied im Finanzausschuss und im Ausschuss für wirtschaftliche Zusammenarbeit und Entwicklung sowie ständiger Vertreter im Haushaltsausschuss.

## Politische Positionen
Während der COVID-19-Pandemie setzte sich Hoffmann für die Rechte von Grenzgängern ein und forderte, dass Homeoffice keine steuerlichen Nachteile für Arbeitnehmer mit Wohnsitz in Deutschland und Arbeitsplatz im Ausland haben sollte. Diese Regelung wurde später umgesetzt. Gemeinsam mit Marcus Hoffeld engagierte er sich gegen die pandemiebedingten Grenzschließungen zwischen Deutschland, Frankreich und Luxemburg und setzte sich dafür ein, dass Grenzgänger kürzere Wartezeiten an den Kontrollstellen hatten.
Zur Unterstützung der grenzüberschreitenden Zusammenarbeit organisierte Hoffmann im Mai 2020 gemeinsam mit Christoph Drost eine fast 200 Kilometer lange Protestwanderung entlang der saarländischen Grenze mit dem Europadenkmal in Schengen als Ziel. So wollte er ein Zeichen für das Schengener Abkommen setzen. Die Aktion wurde von deutschen, französischen und luxemburgischen Politikern unterstützt, die die beiden unterwegs trafen  und von verschiedenen Medien aufgegriffen.